# Kotoko
Котоко (яп. ことこ Котоко) — японская певица в жанре J-pop, самостоятельно пишущая стихи и музыку.
Родилась 19 января 1980 года в Саппоро, Япония. C начальной школы она верила, что её будущее обеспечено её голосом и участвовала во всевозможных прослушиваниях. В 2000 году её мечта стала реальностью — Котоко успешно прошла прослушивание в студии компании I’ve Sound, подбиравшей вокалисток для озвучивания симуляторов и прочих игр. После дебюта в этой области Котоко записывалась во вступительных заставках и эндингах для нескольких аниме-сериалов, которые со временем вышли отдельными альбомом и сборниками. Второй альбом, Garasu no Kaze, вышедший в июне 2005-го, вызвал бурный отклик у интернет-сообщества сначала в Японии, а затем и по всему миру. В октябре того же года Котоко выпустила 4-й сборник своих композиций, включающий песню «Shuusou/Akisou 秋爽» («The Refreshing Autumn Breeze»). 23 марта 2006 г. вышел 5-й сборник, с темами из аниме Shakugan no Shana.
Первый мини-альбом Котоко, Sora wo Tobetara, был выпущен в 2000 году. Многие композиции с него позже были переработаны и попали на альбом Hane (羽), вышедший на лейбле Rondorobe, который официально считается её первым альбомом. Второй и третий её альбомы на этом же лейбле — Garasu no Kaze и Uzu-Maki.
Первое выступление Котоко за океаном, в США, на Anime Expo 2005, было очень успешным и вылилось в турне KOTOKO LAX Tour.
Для Котоко примером вдохновения является творчество исландской певицы Бьорк и, по словам самой Котоко, конечно же, сама жизнь, повседневная и не только. Произведения Котоко относятся к гибридному жанру поп-музыки с примесью техно. Именно это сочетание помогло музыке Котоко стать популярной не только в Японии, но и в других странах, оставаясь в сердцах поклонников аниме и J-Pop.
Выпустила 10 альбомов, 33 сингла и 1 DVD-диск для релиза в Америке.
Исполнила свои песни в аниме и видеоиграх, в таких как Onegai Teacher (заставка «Shooting Star», второй эндинг «Love a Riddle»), Onegai Twins (заставка «Second Flight»), Maria-sama ga Miteru (эндинги OVA «Chercher» и «Kirei na Senritsu»), Kannazuki no Miko (заставка «Re-Sublimity» и эндинг «Agony»), Starship Operators и Shakugan no Shana, Hayate no Gotoku, Magical-Girl Squad - Alice, BlazBlue: Calamity Trigger, Vanguard Bandits (заставка «Together», внутриигровой открывающий ролик «Believe my heart»), Motto Love-ru (заставка «Loop-the-Loop»).

## Дискография
- Sora wo Tobetara (2000)
- Hitorigoto (2001)
- Starry Crystal (2003)
- Hane (2004)
- Garasu no Kaze (2005)
- Uzu-Maki (2006)
- Epsilon no Fune (2009)
- Hiraku Uchuu Pocket (2011)
- Kūchū Puzzle (2013)
- Tears Cyclone: Kai (2018)
- Tears Cyclone: Sei (2019)
- Sweet Cyclone: Yay (2022)

## Тематика песен
В песне Котоко «Re-sublimity», использованной в аниме по манге Kannazuki no Miko, говорится о «порванных» чувствах, которые не могут раскрыться, а в песне «Light My Fire», сочинённой вокалистом группы supercell и использованной в аниме по лайт-новел Shakugan no Shana — о выплеске скрытых чувств и о «разрыве» реальности, которая обращается в ничто.
Тема фатализма: «Light My Fire».